# Lekkoatletyka na Letnich Igrzyskach Olimpijskich 1928 – bieg na 200 m mężczyzn
Bieg na 200 metrów mężczyzn – jedna z konkurencji lekkoatletycznych rozegranych w ramach Igrzysk Olimpijskich w 1928 w Amsterdamie. Biegi zostały rozegrane w dniach 31 lipca – 1 sierpnia 1928 roku

## Terminarz
| Data            |              |
| --------------- | ------------ |
| 31 lipca 1928   | Eliminacje   |
| 31 lipca 1928   | Ćwierćfinały |
| 1 sierpnia 1928 | Półfinały    |
| 1 sierpnia 1928 | Finał        |

## Eliminacje
Z każdego z 15 biegów do kolejnej rundy awansowało dwóch pierwszych zawodników. Do półfinałów z każdego z ćwierćfinałów awansowało dwóch pierwszych zawodników. Do finału z każdego półfinałow awansowało trzech zawodników.

## Wyniki

### Eliminacje

#### Bieg 1
| Poz. | Zawodnik       | Reprezentacja     | Czas | Uwagi |
| ---- | -------------- | ----------------- | ---- | ----- |
| 1.   | Henry Cumming  | Stany Zjednoczone | 22,4 | Q     |
| 2.   | André Mourlon  | Francja           | b.d  | Q     |
| 3.   | André Théard   | Haiti             | b.d  |       |
| 4.   | Willy Weibel   | Szwajcaria        | b.d  |       |
| 5.   | Diego Ordóñez  | Hiszpania         | b.d  |       |
| 6.   | Ladislau Peter | Rumunia           | b.d  |       |

#### Bieg 2
| Poz. | Zawodnik         | Reprezentacja | Czas | Uwagi |
| ---- | ---------------- | ------------- | ---- | ----- |
| 1.   | Björn Kugelberg  | Szwecja       | 22,4 | Q     |
| 2.   | Maurice Degrelle | Francja       | b.d  | Q     |
| 3.   | Donald Cullen    | Irlandia      | b.d  |       |
| 4.   | Renos Frangoudis | Grecja        | b.d  |       |

#### Bieg 3
| Poz. | Zawodnik         | Reprezentacja | Czas | Uwagi |
| ---- | ---------------- | ------------- | ---- | ----- |
| 1.   | John Fitzpatrick | Kanada        | 22,8 | Q     |
| 2.   | James Carlton    | Australia     | b.d  | Q     |
| 3.   | Juan Serrahima   | Hiszpania     | b.d  |       |
| 4.   | Ronald Burns     | Indie         | b.d  |       |
| 5.   | Alejandro Hannig | Chile         | b.d  |       |

#### Bieg 4
| Poz. | Zawodnik            | Reprezentacja | Czas | Uwagi |
| ---- | ------------------- | ------------- | ---- | ----- |
| 1.   | Jakob Schüller      | Niemcy        | 22,0 | Q     |
| 2.   | Rinus van den Berge | Holandia      | b.d  | Q     |
| 3.   | François Prinsen    | Belgia        | b.d  |       |
| 4.   | Hans Niggl          | Szwajcaria    | b.d  |       |

#### Bieg 5
| Poz. | Zawodnik        | Reprezentacja     | Czas | Uwagi |
| ---- | --------------- | ----------------- | ---- | ----- |
| 1.   | Charlie Paddock | Stany Zjednoczone | 22,2 | Q     |
| 2.   | Mario Gómez     | Meksyk            | 22,5 | Q     |
| 3.   | Anselmo Gonzaga | Filipiny          | 22,7 |       |
| 4.   | Adolphe Groscol | Belgia            | 22,8 |       |

#### Bieg 6
| Poz. | Zawodnik       | Reprezentacja     | Czas | Uwagi |
| ---- | -------------- | ----------------- | ---- | ----- |
| 1.   | Jackson Scholz | Stany Zjednoczone | 22,2 | Q     |
| 2.   | Ralph Adams    | Kanada            | 22,5 | Q     |
| 3.   | Iwao Aizawa    | Japonia           | 22,6 |       |
| 4.   | Sean Lavan     | Irlandia          | 22,9 |       |

#### Bieg 7
| Poz. | Zawodnik         | Reprezentacja     | Czas | Uwagi |
| ---- | ---------------- | ----------------- | ---- | ----- |
| 1.   | Charles Borah    | Stany Zjednoczone | 25,0 | Q     |
| 2.   | Hermann Schlöske | Niemcy            | 25,0 | Q     |

#### Bieg 8
| Poz. | Zawodnik         | Reprezentacja  | Czas | Uwagi |
| ---- | ---------------- | -------------- | ---- | ----- |
| 1.   | André Cerbonney  | Francja        | 22,2 | Q     |
| 2.   | Paul Brochart    | Belgia         | b.d  | Q     |
| 3.   | Ferenc Gerő      | Węgry          | b.d  |       |
| 4.   | James Hall       | Indie          | b.d  |       |
| 5.   | Johann Bartl     | Czechosłowacja | b.d  |       |
| 6.   | Francisco Costas | Meksyk         | b.d  |       |

#### Bieg 9
| Poz. | Zawodnik        | Reprezentacja | Czas | Uwagi |
| ---- | --------------- | ------------- | ---- | ----- |
| 1.   | Willie Legg     | Kanada        | 22,4 | Q     |
| 2.   | Alberto Barucco | Argentyna     | b.d  | Q     |
| 3.   | Haris Šveminas  | Litwa         | b.d  |       |
| 4.   | George Hester   | Kanada        | DSQ  |       |

#### Bieg 10
| Poz. | Zawodnik       | Reprezentacja  | Czas | Uwagi |
| ---- | -------------- | -------------- | ---- | ----- |
| 1.   | Helmut Körnig  | Niemcy         | 23,4 | Q     |
| 2.   | Karel Kněnický | Czechosłowacja | b.d  | Q     |
| 3.   | Jean Moulin    | Luksemburg     | b.d  |       |

#### Bieg 11
| Poz. | Zawodnik           | Reprezentacja   | Czas | Uwagi |
| ---- | ------------------ | --------------- | ---- | ----- |
| 1.   | Guy Butler         | Wielka Brytania | 22,8 | Q     |
| 2.   | Jérôme Mannaert    | Francja         | b.d  | Q     |
| 3.   | Juan Bautista Pina | Argentyna       | b.d  |       |

#### Bieg 12
| Poz. | Zawodnik             | Reprezentacja     | Czas | Uwagi |
| ---- | -------------------- | ----------------- | ---- | ----- |
| 1.   | Hermann Geißler      | Austria           | 22,4 | Q     |
| 2.   | Giuseppe Castelli    | Włochy            | b.d  | Q     |
| 3.   | Aubrey Burton-Durham | Południowa Afryka | b.d  |       |
| 4.   | Angelos Lambrou      | Grecja            | b.d  |       |

#### Bieg 13
| Poz. | Zawodnik        | Reprezentacja   | Czas | Uwagi |
| ---- | --------------- | --------------- | ---- | ----- |
| 1.   | Walter Rangeley | Wielka Brytania | 22,0 | Q     |
| 2.   | Harry Broos     | Holandia        | b.d  | Q     |
| 3.   | Willy Dujardin  | Belgia          | b.d  |       |
| 4.   | José de Lima    | Portugalia      | b.d  |       |

#### Bieg 14
| Poz. | Zawodnik          | Reprezentacja   | Czas | Uwagi |
| ---- | ----------------- | --------------- | ---- | ----- |
| 1.   | Percy Williams    | Kanada          | 22,6 | Q     |
| 2.   | John Hambidge     | Wielka Brytania | b.d  | Q     |
| 3.   | Jaroslav Vykoupil | Czechosłowacja  | b.d  |       |

#### Bieg 15
| Poz. | Zawodnik       | Reprezentacja     | Czas | Uwagi |
| ---- | -------------- | ----------------- | ---- | ----- |
| 1.   | Cyril Gill     | Wielka Brytania   | 22,2 | Q     |
| 2.   | Howard Kinsman | Południowa Afryka | b.d  | Q     |
| 3.   | Edgardo Toetti | Włochy            | b.d  |       |

### Ćwierćfinały

#### Bieg 1
| Poz. | Zawodnik        | Reprezentacja     | Czas | Uwagi |
| ---- | --------------- | ----------------- | ---- | ----- |
| 1.   | Jakob Schüller  | Niemcy            | 22,0 | Q     |
| 2.   | Henry Cumming   | Stany Zjednoczone | b.d  | Q     |
| 3.   | Ralph Adams     | Kanada            | b.d  |       |
| 4.   | Hermann Geißler | Austria           | b.d  |       |
| 5.   | John Hambidge   | Wielka Brytania   | b.d  |       |

#### Bieg 2
| Poz. | Zawodnik            | Reprezentacja   | Czas | Uwagi |
| ---- | ------------------- | --------------- | ---- | ----- |
| 1.   | Willie Legg         | Kanada          | 21,8 | Q     |
| 2.   | Cyril Gill          | Wielka Brytania | b.d  | Q     |
| 3.   | Hermann Schlöske    | Niemcy          | b.d  |       |
| 4.   | Rinus van den Berge | Holandia        | b.d  |       |
| 5.   | André Mourlon       | Francja         | b.d  |       |

#### Bieg 3
| Poz. | Zawodnik        | Reprezentacja     | Czas | Uwagi |
| ---- | --------------- | ----------------- | ---- | ----- |
| 1.   | Charlie Paddock | Stany Zjednoczone | 21,8 | Q     |
| 2.   | Björn Kugelberg | Szwecja           | b.d  | Q     |
| 3.   | André Cerbonney | Francja           | b.d  |       |
| 4.   | Guy Butler      | Wielka Brytania   | b.d  |       |
| 5.   | Harry Broos     | Holandia          | b.d  |       |

#### Bieg 4
| Poz. | Zawodnik         | Reprezentacja     | Czas | Uwagi |
| ---- | ---------------- | ----------------- | ---- | ----- |
| 1.   | Jackson Scholz   | Stany Zjednoczone | 21,8 | Q     |
| 2.   | Walter Rangeley  | Wielka Brytania   | b.d  | Q     |
| 3.   | Paul Brochart    | Belgia            | b.d  |       |
| 4.   | Maurice Degrelle | Francja           | b.d  |       |
| 5.   | Karel Kněnický   | Czechosłowacja    | b.d  |       |

#### Bieg 5
| Poz. | Zawodnik         | Reprezentacja     | Czas | Uwagi |
| ---- | ---------------- | ----------------- | ---- | ----- |
| 1.   | John Fitzpatrick | Kanada            | 22,0 | Q     |
| 2.   | Mario Gómez      | Meksyk            | b.d  | Q     |
| 3.   | Alberto Barucco  | Argentyna         | b.d  |       |
| 4.   | Jérôme Mannaert  | Francja           | b.d  |       |
| 5.   | Howard Kinsman   | Południowa Afryka | DNS  |       |

#### Bieg 6
| Poz. | Zawodnik          | Reprezentacja     | Czas | Uwagi |
| ---- | ----------------- | ----------------- | ---- | ----- |
| 1.   | Helmut Körnig     | Niemcy            | 21,8 | Q     |
| 2.   | Percy Williams    | Kanada            | b.d  | Q     |
| 3.   | Charles Borah     | Stany Zjednoczone |      |       |
| 4.   | James Carlton     | Australia         | b.d  |       |
| 5.   | Giuseppe Castelli | Włochy            | b.d  |       |

### Półfinały

#### Bieg 1
| Poz. | Zawodnik        | Reprezentacja     | Czas | Uwagi |
| ---- | --------------- | ----------------- | ---- | ----- |
| 1.   | Percy Williams  | Kanada            | 22,0 | Q     |
| 2.   | Walter Rangeley | Wielka Brytania   | b.d  | Q     |
| 3.   | Jakob Schüller  | Niemcy            | b.d  | Q     |
| 4.   | Charlie Paddock | Stany Zjednoczone | b.d  |       |
| 5.   | Mario Gómez     | Meksyk            | b.d  |       |
| 6.   | Willie Legg     | Kanada            | b.d  |       |

#### Bieg 2
| Poz. | Zawodnik         | Reprezentacja     | Czas | Uwagi |
| ---- | ---------------- | ----------------- | ---- | ----- |
| 1.   | Helmut Körnig    | Niemcy            | 22,8 | Q     |
| 2.   | Jackson Scholz   | Stany Zjednoczone | b.d  | Q     |
| 3.   | John Fitzpatrick | Kanada            | b.d  | Q     |
| 4.   | Henry Cumming    | Stany Zjednoczone | b.d  |       |
| 5.   | Cyril Gill       | Wielka Brytania   | b.d  |       |
| 6.   | Björn Kugelberg  | Szwecja           |      |       |

### Finał
| Poz. | Zawodnik         | Reprezentacja     | Czas | Uwagi |
| ---- | ---------------- | ----------------- | ---- | ----- |
| 1.   | Percy Williams   | Kanada            | 21,8 |       |
| 2.   | Walter Rangeley  | Wielka Brytania   | b.d  |       |
| 3.   | Helmut Körnig    | Niemcy            | b.d  |       |
| 4.   | Jackson Scholz   | Stany Zjednoczone | b.d  |       |
| 5.   | John Fitzpatrick | Kanada            | b.d  |       |
| 6.   | Jakob Schüller   | Niemcy            | b.d  |       |

## Klasyfikacja końcowa
| Lp. | Reprezentacja   | Zawodnik             |
| --- | --------------- | -------------------- |
| 1   | Kanada          | Percy Williams       |
| 2   | Wielka Brytania | Walter Rangeley      |
| 3   | Niemcy          | Helmut Körnig        |
| 4   | USA             | Jackson Scholz       |
| 5   | Kanada          | John Fitzpatrick     |
| 6   | Niemcy          | Jakob Schüller       |
| 7   | USA             | Charlie Paddock      |
| 7   | USA             | Henry Cumming        |
| 9   | Meksyk          | Mario Gómez          |
| 9   | Wielka Brytania | Cyril Gill           |
| 11  | Szwecja         | Björn Kugelberg      |
| 12  | ZPA             | Willie Legg          |
| 13  | Kanada          | Ralph Adams          |
| 13  | Niemcy          | Hermann Schlöske     |
| 13  | Francja         | André Cerbonney      |
| 13  | Belgia          | Paul Brochart        |
| 13  | Argentyna       | Alberto Barucco      |
| 13  | USA             | Charles Borah        |
| 19  | Austria         | Hermann Geißler      |
| 19  | Kanada          | Buck Hester          |
| 19  | Holandia        | Rinus van den Berge  |
| 19  | Wielka Brytania | Guy Butler           |
| 19  | Francja         | Maurice Degrelle     |
| 19  | Francja         | Jérôme Mannaert      |
| 19  | Australia       | Jimmy Carlton        |
| 26  | Wielka Brytania | John Hambidge        |
| 26  | Francja         | André Mourlon        |
| 26  | Holandia        | Harry Broos          |
| 26  | Czechosłowacja  | Karel Kněnický       |
| 26  | ZPA             | Howard Kinsman       |
| 26  | Włochy          | Giuseppe Castelli    |
| 32  | Haiti           | André Théard         |
| 32  | Hiszpania       | Juan Serrahima       |
| 32  | Belgia          | François Prinsen     |
| 32  | Filipiny        | Anselmo Gonzaga      |
| 32  | Japonia         | Iwao Aizawa          |
| 32  | Węgry           | Ferenc Gerő          |
| 32  | Litwa           | Haris Šveminas       |
| 32  | Luksemburg      | Jean Moulin          |
| 32  | Argentyna       | Juan Bautista Pina   |
| 32  | ZPA             | Aubrey Burton-Durham |
| 32  | Belgia          | Willy Dujardin       |
| 32  | Czechosłowacja  | Jaroslav Vykoupil    |
| 32  | Włochy          | Edgardo Toetti       |
| 47  | Szwajcaria      | Willy Weibel         |
| 47  | Grecja          | Renos Frangoudis     |
| 47  | Indie           | Ronald Burns         |
| 47  | Szwajcaria      | Hans Niggl           |
| 47  | Belgia          | Adolphe Groscol      |
| 47  | Irlandia        | Sean Lavan           |
| 47  | Indie           | James Hall           |
| 47  | Grecja          | Angelos Lambrou      |
| 47  | Portugalia      | José de Lima         |
| 57  | Hiszpania       | Diego Ordóñez        |
| 57  | Chile           | Rudolfo Hannig       |
| 57  | Czechosłowacja  | Johann Bartl         |
| 60  | Rumunia         | Ladislau Peter       |
| 60  | Meksyk          | Francisco Costas     |
| 62  | Kanada          | Buck Hester          |